# John Pope (Politiker)

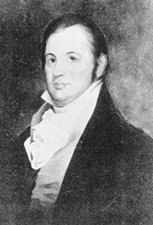
John Pope

John Pope (* 1770 im Prince William County, Colony of Virginia; † 12. Juli 1845 in Springfield, Kentucky) war ein US-amerikanischer Politiker, der von 1829 bis 1835 als Gouverneur des Arkansas-Territoriums fungierte. Außerdem vertrat er den Bundesstaat Kentucky in beiden Kammern des Kongresses.

## Frühe Jahre und politischer Aufstieg
Das genaue Geburtsdatum von John Pope ist unbekannt. Die Quellen gehen aber mehrheitlich vom Jahr 1770 aus. Schon als Kind verlor er bei einem Unfall einen Arm. Er wuchs in Kentucky auf und studierte Jura. Nach bestandenem Examen und seiner Zulassung als Anwalt praktizierte er in Shelbyville. Popes lange politische Karriere begann im Jahr 1802 mit seiner Wahl in das Repräsentantenhaus von Kentucky. In den Jahren 1806 bis 1807 wurde er nochmals in diese Parlamentskammer gewählt.
Mit der Zeit wurde er einer der bekanntesten Politiker in Kentucky und Gegenspieler von Henry Clay. Zwischen 1807 und 1813 vertrat er Kentucky als Mitglied der Demokratisch-Republikanischen Partei im US-Senat. Dort sprach er sich 1812 gegen den Krieg mit England aus, den Clay heftig unterstützte. Von 1816 bis 1819 fungierte er als Secretary of State von Kentucky. Im Jahr 1819 schloss sich Pope Andrew Jackson an und unterstützte diesen in den folgenden Jahren. Zwischen 1825 und 1829 war Pope Mitglied des Senats von Kentucky. Nachdem Jackson 1829 sein Amt als neuer US-Präsident angetreten hatte, ernannte er seinen Freund Pope zum neuen Territorialgouverneur von Arkansas.

## Territorialgouverneur
Pope kam Ende Mai 1829 mit seiner Familie in Arkansas an. Dort hatte bisher Staatssekretär Robert Crittenden die Macht ausgeübt. Dieser war aber von Präsident Jackson abgelöst worden und arbeitete nun im Hintergrund gegen die neue Regierung. Die Auseinandersetzung wurde vor allem von Crittendens Seite hart und teilweise auf unfaire Art und Weise geführt. Damit hatte er aber langfristig wenig Erfolg. Eine der ersten Maßnahmen des neuen Gouverneurs war eine Änderung des Verwaltungssystems. Staatliche Amtsinhaber wurden nun nicht mehr ernannt, sondern gewählt. Damit wollte er mehr Demokratie in das Gebiet bringen und gleichzeitig die Korruption und Vetternwirtschaft eindämmen. Pope förderte auch den Aufbau einer Infrastruktur in Arkansas und legte den Grundstein für den späteren Beitritt zur Union. Zur Verbesserung des Postdienstes schlug Pope eine wöchentliche Schiffsverbindung zwischen Little Rock und Memphis in Tennessee bzw. nach New Orleans in Louisiana vor. Das Parlament entschied sich aber für die neu eröffnete Überlandroute.
Popes Amtszeit in Arkansas endete früher, als er es erwartet hätte. In der Zwischenzeit hatte er sich von der Politik von Präsident Jackson distanziert. Er war vor allem mit dem Vorgehen Jackson gegen die Second Bank of the United States nicht einverstanden. Nachdem er Jackson seine Bedenken brieflich mitgeteilt hatte, wurde er 1835 nicht mehr in diesem Amt bestätigt. Statt seiner ernannte Jackson William Savin Fulton zum neuen und letzten Territorialgouverneur von Arkansas.

## Weiterer Lebenslauf
Nach dem Ende seiner Zeit in Arkansas wurde Pope Rechtsanwalt in Springfield. Er wechselte von Jacksons Demokratischer Partei zu den Whigs und saß für diese Partei als Vertreter des siebten Wahlbezirks von Kentucky zwischen 1837 und 1843 im Repräsentantenhaus der Vereinigten Staaten in Washington.
John Pope starb im Jahr 1845. Er war der Onkel des gleichnamigen Bürgerkriegsgenerals. Sein jüngerer Bruder Nathaniel (1784–1850) war Kongressabgeordneter für Illinois.